# Laurent Lafforgue

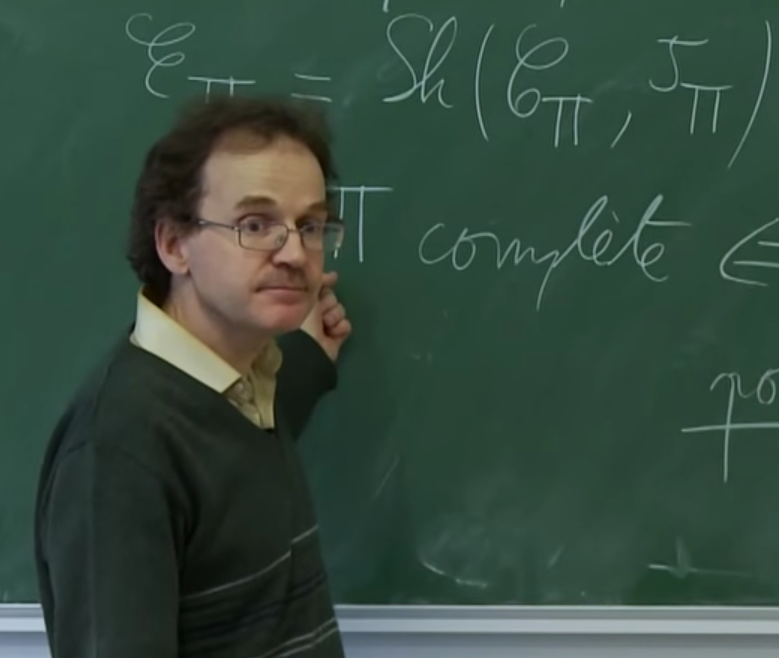
Laurent Lafforgue

Laurent Lafforgue (Antony, 6 november 1966) is een Franse wiskundige. 
In 1986 kwam hij naar de École Normale Supérieure. In 1994 ontving hij zijn doctoraat in de arithmetiek en in de algebraïsche meetkunde aan de wiskundige faculteit van de Universiteit Parijs-Zuid. Momenteel is hij als onderzoeksdirecteur CNRS en als permanente hoogleraar in de wiskunde verbonden aan het Institut des hautes études scientifiques (IHES) in Bures-sur-Yvette, Frankrijk.
In 2002 ontving hij samen met Vladimir Vojevodski op het 24ste Internationale Wiskundecongres in Peking, China de Fieldsmedaille. Lafforgue werd geëerd voor zijn uitstekende bijdragen aan het Langlands-programma op het gebieden van de getaltheorie en de analyse, en in het bijzonder voor zijn bewijs van het Langlands vermoeden voor GLn van een functieveld. De cruciale bijdrage van Lafforgue was zijn oplossing door middel van de constructie van 'compactificaties' van bepaalde moduli stacks van shtuka's. Dit monumentale wiskundige bewijs was het resultaat van meer dan zes jaar van  geconcentreerde inspanningen. 
In 2000 ontving hij de Clay Research Award in 2000. 
Recentelijk heeft hij een deel van zijn tijd gewijd aan een discussie over het Franse onderwijssysteem. Hij staat kritisch tegenover wat hij "pedagogische correctheid" noemt.